# 姜英勳
姜英勳（韓語：강영훈，1922年5月30日—2016年5月10日），韓國陸軍中將、駐外大使、韓國總理，在任日期為1988年12月5日至1990年12月27日，並於1988年12月16日前出任韓國的臨時總理。
日治朝鮮時期平安北道昌城郡出身。本贯晉州（韓語：진주），号青农（韓語：청농）。1936年宁边农业高中毕业，1940年广岛高等师范大学毕业。後留學满州国，考入建國大學經濟系。1946年5月1日成為軍事英語学校第1期生，並曾參加韓戰。1951年起擔任韓國國防部經理局長、管理局長，1952年擔任韓國駐美國大使館武官，1954年以少將階級擔任聯合參謀本部本部長，1955年任國防部動員助理次官，1956年任陸軍本部管理副參謀長，1958年至美國陸軍指揮參謀學院進修，1959年任第6軍軍長。1960起擔任陸軍官校校長，但因其反對官校生參與支持五一六政變的示威活動，而作為「頭號反革命將領」被關入西大門監獄服刑。1961年獲釋出獄後以陸軍中將階級退役。1970年前往美国南加州大学留学，获得政治学博士学位。1978年年初进入外务部任外交安保研究員院長，1981年1月13日任駐英国大使兼爱尔兰大使（至1984年）和駐梵蒂冈大使（1985年至1987年）
1988年4月26日第13届总選舉中当選国会議員（1988年5月至12月），同年12月16日任第21代国務總理，1990年去职。2016年5月10日逝世。

## 学历
- 平安北道宁边高等农林学校毕业
- 日本广岛高等师范大学毕业
- 满州国建国大学经济系毕业
- 大韩民国军事英语学校1期
- 美国陆军指揮参谋學院毕业
- 美国南加州大学研究生院政治学毕业（政治学硕士、政治学博士）
- 湖西大学授予名誉政治学博士
- 西江大学授予名誉政治学博士

| 官衔          | 官衔                                                | 官衔          |
| ------------- | --------------------------------------------------- | ------------- |
| 前任： 李賢宰 | 韓国国務總理 第21代：1988年12月16日- 1990年12月26日 | 繼任： 盧在鳳 |